# Franziskanerinnenkloster Memmingen

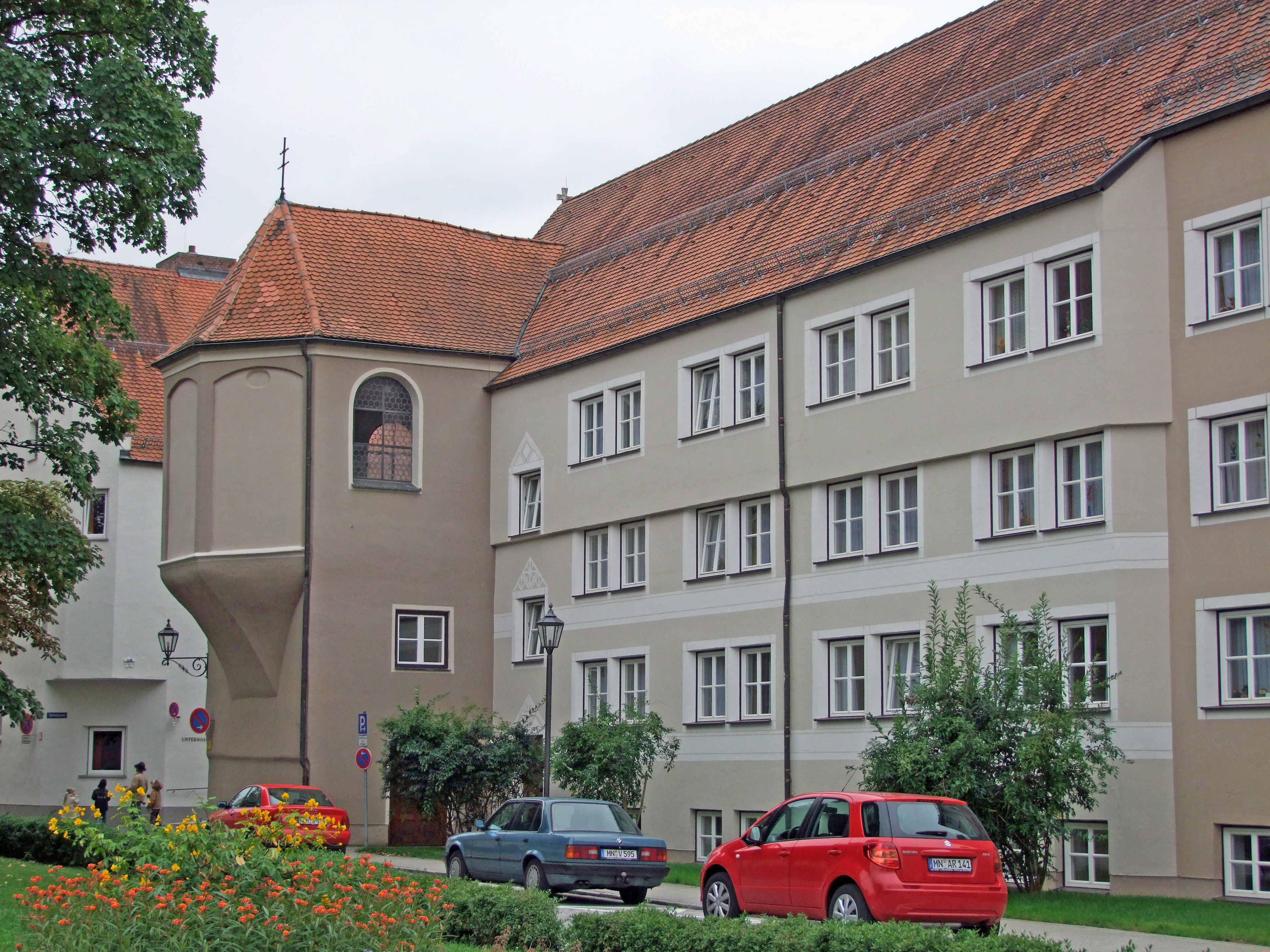
Das ehemalige Franziskanerinnenkloster in Memmingen

Das Franziskanerinnenkloster Memmingen war ein Kloster im oberschwäbischen Memmingen. Es wurde auch Maria Garten genannt.
Das Kloster wurde von zwei Schwestern der Leutkircher Klause 1444 gegründet. Nachdem ihre Zahl auf sieben angewachsen war, kauften die Schwestern ein Haus gegenüber der Frauenkirche. Von 1467 bis 1470 wurde es als Kloster ausgebaut. Es hatte eine eigene Kapelle mit Übergang zur Frauenkirche, einen kleinen Kreuzgang sowie mehrere Zellen und einen Innenhof. Eine Nonne des Klosters ging 1486 zurück nach Leutkirch um das dortige Kloster, das in der Zwischenzeit ausgestorben war, wiederzubeleben.
In der Reformationszeit weigerten sich die Schwestern, zur neuen Konfession überzutreten und flüchteten aus der Stadt. Im Interim kamen sie zurück und erhielten wieder das Klostergebäude, das in der Zwischenzeit als Lateinschule der Stadt benutzt worden war. 1736 kauften sie ein angrenzendes Gebäude (Kreuzung Pflug- und Rabengasse) vom Prämonstratenserkloster Ursberg. Dieses Haus verpachteten sie als Gasthaus Zum römischen König, später Zum Pflug, von dem die Pfluggasse ihren Namen erhielt.
Die Zahl der Schwestern, wegen ihrer Tracht auch Graue Schwestern genannt, blieb bis zur Säkularisation relativ konstant bei circa 20. Nachdem das Kloster aufgelöst worden war, kaufte die Stadt das Gebäude und verwendete es erst als Krankenhaus und ab 1869 als Armenhaus und Pfründeanstalt. Gegenwärtig ist es das Altenheim Bürgerstift im Besitz der Unterhospitalstiftung. In der Kapelle sind noch Kunstwerke aus der Klosterzeit erhalten geblieben.